# Farlighögen

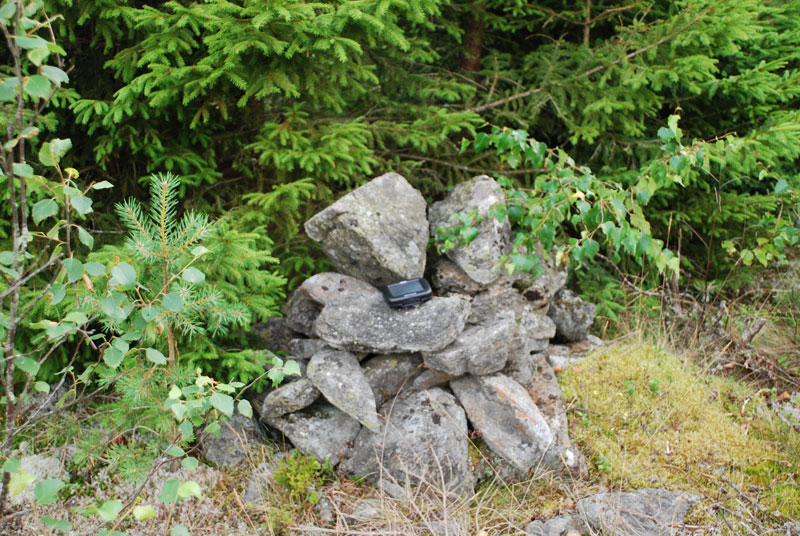
Farlighögen. Röse vid triangelpunkt.

Farlighögen är högsta punkten i Tanums kommun, Västra Götalands län. Höjden är 207,2 meter.
Farlighögen finns i Bullaren drygt 2 kilometer västnordväst om Vassbotten. Farlighögen når 207,2 meter över havet. Högsta punkten är en triangelpunkt, men också utmärkt med ett mindre röse.
Utsikten från området är begränsad då området är flackt och skogbevuxet.

## Etymologi
Under 1900-talets första år skedde ett mord på Farlighögen. Därav följde förklaringen till namnet: Det är farligt på berget. Men, namnet fanns redan före mordet.
Här är farlig det nordbohuslänska förstärkningsordet med betydelsen kraftig, mycket. Till exempel: Det är farligt fint väder idag - Det är mycket fint väder idag. "Farlig hög" betyder alltså "mycket hög".